# Dunajka
Die Dunajka ist ein linker Nebenfluss der Metuje in Tschechien.

## Verlauf
Die Dunajka entsteht in der Polická vrchovina (Politzer Bergland) am südlichen Fuße des Borek (508 m n.m.) im Zentrum des Dorfes Bukovice durch den Zusammenfluss der Bäche Pěkovský potok und Hlavňovský potok. In seinem Oberlauf fließt der Bach in südwestliche Richtung und erreicht südlich des Ostaš (508 m n.m.) das Dorf Žďár nad Metují.
Der Unterlauf der Dunajka führt durch ein Kerbtal mit mehreren Schleifen nach Süden; dabei wird der Bach viermal von der Bahnstrecke Choceň–Meziměstí überbrückt. Gegenüber von Petrovice mündet die Dunajka an der wüsten Burg Vlčinec im Maršovské údolí (Marschauer Tal) in die Metuje.
Die Dunajka hat eine Länge von fünf km.

## Zuflüsse
- Hlavňovský potok (l) und Pěkovský potok (r), in Bukovice